# Montagny (Loire)
Montagny é uma comuna francesa na região administrativa de Auvérnia-Ródano-Alpes, no departamento de Loire. Estende-se por uma área de 25,57 km². Em 2010 a comuna tinha 1 084 habitantes (densidade: 42,4 hab./km²).